# Emilia-Romagnas Grand Prix 2025
Emilia-Romagnas Grand Prix 2025, officiellt Formula 1 AWS Gran Premio del Made in Italy e dell'Emilia-Romagna 2025, var ett Formel 1-lopp som kördes den 18 maj 2025 på Autodromo Enzo e Dino Ferrari i Italien. Loppet var det sjunde ingående i Formel 1-säsongen 2025 och kördes över 63 varv.

## Ställning i mästerskapet före loppet
| Pos. | Förare          | Poäng |
| ---- | --------------- | ----- |
| 1 ▬  | Oscar Piastri   | 131   |
| 2 ▬  | Lando Norris    | 115   |
| 3 ▬  | Max Verstappen  | 99    |
| 4 ▬  | George Russell  | 93    |
| 5 ▬  | Charles Leclerc | 53    |

| Pos. | Konstruktör       | Poäng |
| ---- | ----------------- | ----- |
| 1 ▬  | McLaren-Mercedes  | 246   |
| 2 ▬  | Mercedes          | 141   |
| 3 ▬  | Red Bull          | 105   |
| 4 ▬  | Ferrari           | 94    |
| 5 ▬  | Williams-Mercedes | 37    |

- Notering: Endast de fem bästa placeringarna i vardera mästerskap finns med på listorna.

## Kvalet
Kvalet kördes den 17 maj 2025, klockan 16:00 lokal tid (UTC+2), och fastställde startordningen för loppet.
| Pos.                   | Nr. | Förare            | Konstruktör                  | Kvaltider | Kvaltider | Kvaltider | Start- grid |
| Pos.                   | Nr. | Förare            | Konstruktör                  | Q1        | Q2        | Q3        | Start- grid |
| ---------------------- | --- | ----------------- | ---------------------------- | --------- | --------- | --------- | ----------- |
| 1                      | 81  | Oscar Piastri     | McLaren-Mercedes             | 1:15.500  | 1:15.214  | 1:14.670  | 1           |
| 2                      | 1   | Max Verstappen    | Red Bull Racing-Honda RBPT   | 1:15.175  | 1:15.394  | 1:14.704  | 2           |
| 3                      | 63  | George Russell    | Mercedes                     | 1:15.852  | 1:15.334  | 1:14.807  | 3           |
| 4                      | 4   | Lando Norris      | McLaren-Mercedes             | 1:15.894  | 1:15.261  | 1:14.962  | 4           |
| 5                      | 14  | Fernando Alonso   | Aston Martin Aramco-Mercedes | 1:15.695  | 1:15.442  | 1:15.431  | 5           |
| 6                      | 55  | Carlos Sainz Jr.  | Williams-Mercedes            | 1:15.987  | 1:15.198  | 1:15.432  | 6           |
| 7                      | 23  | Alexander Albon   | Williams-Mercedes            | 1:16.123  | 1:15.521  | 1:15.473  | 7           |
| 8                      | 18  | Lance Stroll      | Aston Martin Aramco-Mercedes | 1:15.817  | 1:15.497  | 1:15.581  | 8           |
| 9                      | 6   | Isack Hadjar      | Racing Bulls-Honda RBPT      | 1:16.253  | 1:15.510  | 1:15.746  | 9           |
| 10                     | 10  | Pierre Gasly      | Alpine-Renault               | 1:15.937  | 1:15.505  | 1:15.787  | 10          |
| 11                     | 16  | Charles Leclerc   | Ferrari                      | 1:16.108  | 1:15.604  | N/A       | 11          |
| 12                     | 44  | Lewis Hamilton    | Ferrari                      | 1:16.163  | 1:15.765  | N/A       | 12          |
| 13                     | 12  | Kimi Antonelli    | Mercedes                     | 1:15.943  | 1:15.772  | N/A       | 13          |
| 14                     | 5   | Gabriel Bortoleto | Kick Sauber-Ferrari          | 1:16.340  | 1:16.260  | N/A       | 14          |
| 15                     | 43  | Franco Colapinto  | Alpine-Renault               | 1:16.256  | Ingen tid | N/A       | 161         |
| 16                     | 30  | Liam Lawson       | Racing Bulls-Honda RBPT      | 1:16.379  | N/A       | N/A       | 15          |
| 17                     | 27  | Nico Hülkenberg   | Kick Sauber-Ferrari          | 1:16.518  | N/A       | N/A       | 17          |
| 18                     | 31  | Esteban Ocon      | Haas-Ferrari                 | 1:16.613  | N/A       | N/A       | 18          |
| 19                     | 87  | Oliver Bearman    | Haas-Ferrari                 | 1:16.918  | N/A       | N/A       | 19          |
| 107 %-gränsen:1:20.437 |     |                   |                              |           |           |           |             |
| —                      | 22  | Yuki Tsunoda      | Red Bull Racing-Honda RBPT   | Ingen tid | N/A       | N/A       | PL2         |
| Källor:                |     |                   |                              |           |           |           |             |

Noter
- ^1  – Franco Colapinto kvalade på 15:e plats, men fick en plats nedflyttning för att ha ställt sig i bandepåns fast lane innan en officiell omstartstid hade angivits för Q1.[3]
- ^2  – Yuki Tsunoda lyckades inte sätta någon tid under kvalet. Han fick starta racet med domarnas tillåtelse, men fick starta från depån eftersom hans bil byggdes om under parc fermé.[4]

## Loppet
Loppet kördes den 18 maj 2025, klockan 15:00 lokal tid (UTC+2), och kördes över 63 varv.
| Pos.    | Nr. | Förare            | Konstruktör                  | Varv | Tid/Bröt    | Placering | Poäng |
| ------- | --- | ----------------- | ---------------------------- | ---- | ----------- | --------- | ----- |
| 1       | 1   | Max Verstappen    | Red Bull Racing-Honda RBPT   | 63   | 1:31:33.199 | 2         | 25    |
| 2       | 4   | Lando Norris      | McLaren-Mercedes             | 63   | +6.109      | 4         | 18    |
| 3       | 81  | Oscar Piastri     | McLaren-Mercedes             | 63   | +12.956     | 1         | 15    |
| 4       | 44  | Lewis Hamilton    | Ferrari                      | 63   | +14.356     | 12        | 12    |
| 5       | 23  | Alexander Albon   | Williams-Mercedes            | 63   | +17.945     | 7         | 10    |
| 6       | 16  | Charles Leclerc   | Ferrari                      | 63   | +20.774     | 11        | 8     |
| 7       | 63  | George Russell    | Mercedes                     | 63   | +22.034     | 3         | 6     |
| 8       | 55  | Carlos Sainz Jr.  | Williams-Mercedes            | 63   | +22.898     | 6         | 4     |
| 9       | 6   | Isack Hadjar      | Racing Bulls-Honda RBPT      | 63   | +23.586     | 9         | 2     |
| 10      | 22  | Yuki Tsunoda      | Red Bull Racing-Honda RBPT   | 63   | +26.446     | PL        | 1     |
| 11      | 14  | Fernando Alonso   | Aston Martin Aramco-Mercedes | 63   | +27.250     | 5         |       |
| 12      | 27  | Nico Hülkenberg   | Kick Sauber-Ferrari          | 63   | +30.296     | 17        |       |
| 13      | 10  | Pierre Gasly      | Alpine-Renault               | 63   | +31.424     | 10        |       |
| 14      | 30  | Liam Lawson       | Racing Bulls-Honda RBPT      | 63   | +32.511     | 15        |       |
| 15      | 18  | Lance Stroll      | Aston Martin Aramco-Mercedes | 63   | +32.993     | 8         |       |
| 16      | 43  | Franco Colapinto  | Alpine-Renault               | 63   | +33.411     | 16        |       |
| 17      | 87  | Oliver Bearman    | Haas-Ferrari                 | 63   | +33.808     | 19        |       |
| 18      | 5   | Gabriel Bortoleto | Kick Sauber-Ferrari          | 63   | +38.572     | 14        |       |
| DNF     | 12  | Kimi Antonelli    | Mercedes                     | 44   | Gasreglage  | 13        |       |
| DNF     | 31  | Esteban Ocon      | Haas-Ferrari                 | 27   | Motor       | 18        |       |
| Källor: |     |                   |                              |      |             |           |       |

## Ställning i mästerskapet efter loppet
| Pos. | Förare          | Poäng |
| ---- | --------------- | ----- |
| 1 ▬  | Oscar Piastri   | 146   |
| 2 ▬  | Lando Norris    | 133   |
| 3 ▬  | Max Verstappen  | 124   |
| 4 ▬  | George Russell  | 99    |
| 5 ▬  | Charles Leclerc | 61    |

| Pos. | Konstruktör       | Poäng |
| ---- | ----------------- | ----- |
| 1 ▬  | McLaren-Mercedes  | 279   |
| 2 ▬  | Mercedes          | 147   |
| 3 ▬  | Red Bull          | 131   |
| 4 ▬  | Ferrari           | 114   |
| 5 ▬  | Williams-Mercedes | 51    |

- Notering: Endast de fem bästa placeringarna i vardera mästerskap finns med på listorna.